# Claus Andersen
Claus B. Andersen (* 25. März 1951) ist ein dänischer Badmintonspieler. 

## Karriere
Claus Andersen gewann 1976 die Swiss Open im Herrendoppel. 1982 erkämpfte er sich Bronze im Herreneinzel bei der Europameisterschaft. In seiner späteren Karriere war er bei Senioren-Welt- und -Europameisterschaften äußerst erfolgreich.

## Sportliche Erfolge
| Saison | Veranstaltung                    | Disziplin.   | Platz | Name                                |
| ------ | -------------------------------- | ------------ | ----- | ----------------------------------- |
| 1976   | Swiss Open                       | Herrendoppel | 1     | Claus Andersen / Hans Olaf Birkholm |
| 1982   | Europameisterschaft              | Herreneinzel | 3     | Claus Andersen                      |
| 1995   | Senioren-Europameisterschaft 40+ | Herreneinzel | 1     | Claus B. Andersen                   |
| 1997   | Senioren-Europameisterschaft 40+ | Herreneinzel | 1     | Claus B. Andersen                   |
| 1997   | Senioren-Europameisterschaft 40+ | Herrendoppel | 1     | Claus B. Andersen / Jesper Helledie |
| 1999   | Senioren-Europameisterschaft 40+ | Herreneinzel | 1     | Claus B. Andersen                   |
| 1999   | Senioren-Europameisterschaft 40+ | Herrendoppel | 1     | Jesper Helledie / Claus B. Andersen |
| 2003   | Senioren-Weltmeisterschaft 50+   | Herreneinzel | 1     | Claus B. Andersen                   |
| 2003   | Senioren-Weltmeisterschaft 45+   | Herrendoppel | 1     | Steen Fladberg / Claus B. Andersen  |
| 2004   | Senioren-Europameisterschaft 40+ | Herreneinzel | 1     | Claus B. Andersen                   |
| 2004   | Senioren-Weltmeisterschaft 50+   | Herrendoppel | 1     | Peter Emptage / Claus B. Andersen   |
| 2004   | Senioren-Weltmeisterschaft 50+   | Herreneinzel | 1     | Claus B. Andersen                   |
| 2006   | Senioren-Europameisterschaft 50+ | Herreneinzel | 1     | Claus B. Andersen                   |
| 2008   | Senioren-Europameisterschaft 50+ | Herrendoppel | 1     | Claus B. Andersen / Jesper Helledie |